# Khaled Hosseini
Khaled Hosseini   (Kabul, 4 de març de 1965) és un novel·lista i metge afganès que viu als Estats Units des dels quinze anys. El 2003, la seva novel·la de debut, El caçador d'estels, es va convertir en un supervendes i l'edició amb enquadernació en rústica va estar 101 setmanes en la llista de llibres més venuts als EUA (quatre d'elles en el número u). La segona novel·la, Mil sols esplèndids (A Thousand Splendid Suns), es va publicar el 2007. i es va mantenir 21 setmanes en la llista de best-sellers de ficció amb enquadernació en rústica i 49, l'edició de tapa dura (quinze d'elles en el número u) Les dues obres han venut més de trenta-vuit milions de còpies arreu del món.

## Biografia
Khaled Hosseini va néixer el 4 de març de 1965 a Kabul (Afganistan). El 1970, ell i la seva família es van mudar a Teheran (Iran), on el seu pare treballava per a l'Ambaixada de l'Afganistan, però, el 1973, van tornar a Kabul. El juliol d'aquell any va néixer el seu germà més petit.
El 1976, el pare de Hosseini va trobar feina a París (França) i tota la família va anar a viure allà. A causa de la Revolució de Saur, ja no van poder tornar al seu país, on el partit comunista del PDPA (Partit Democràtic Popular de l'Afganistan) havia pres el poder mitjançant un sagnant cop d'estat l'abril de 1978. Van demanar asil polític als EUA i es van instal·lar a San José, una de les ciutats més importants de Califòrnia.
El 1984, Hosseini es va graduar a l'Institut d'Independència i es va matricular a la Universitat de Santa Clara, on es va llicenciar en biologia el 1988. L'any següent, va entrar a la Facultat de Medicina de la Universitat de Califòrnia, a San Diego, i, el 1993, va obtenir el doctorat. El 1996, va completar la seva residència en medicina interna al Centre Mèdic Cedars-Sinai, a Los Angeles. Va exercir de metge durant deu anys, fins un any i mig abans de publicar la novel·la El caçador d'estels.
Actualment, és enviat de bona voluntat de l'ACNUR (Alt Comissionat de les Nacions Unides per als Refugiats) i ha estat treballant per proporcionar assistència humanitària a l'Afganistan a través de la Fundació Khaled Hosseini, un projecte que se li va ocórrer durant el viatge que va fer al seu país d'origen el 2007 amb l'ACNUR. Hosseini viu al Nord de Califòrnia amb la seva esposa, Roya, i els seus dos fills.

## Influències

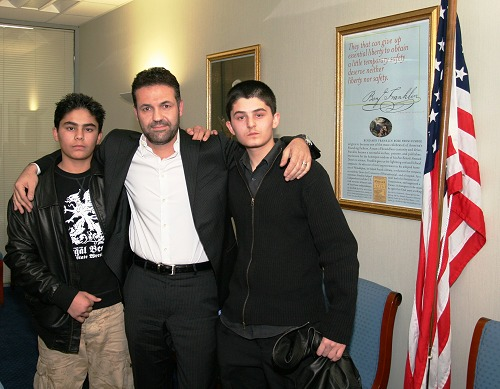
Khaled Hosseini amb els actors de l'adaptació dEl caçador d'estels, Bahram i Elham Ehsas.

Durant la seva joventut, Hosseini llegia una gran quantitat de poesia persa i traduccions de novel·les, des d'Alicia al país de les meravelles a les aventures del detectiu Mike Hammer, escrites per l'estatunidenc Mickey Spillane. Els millors records de la seva infància al pacífic Afganistan presoviètic, així com les experiències personals que va viure amb els hazares, van fer que comencés a escriure la seva primera novel·la, El caçador d'estels. Quan cursava tercer de primària, va ensenyar a llegir i escriure a Hossein Khan, un hazara que treballava per a la família Hosseini quan vivien a l'Iran, i, malgrat que la seva relació va ser curta i més aviat formal, Hosseini en conserva molts bons records, records en els quals es va inspirar per crear la relació entre els personatges de l'obra Hassan i Amir.

## Novel·les
- El caçador d'estels narra la història d'un noi, Amir, que lluita per mantenir una relació més pròxima amb el seu pare i intenta suportar els records d'un esdeveniment de la seva infància que l'inquieta. L'acció se situa a l'Afganistan, a partir de la caiguda de la monarquia fins a l'enfonsament del règim talibà, i també a l'Àrea de la Badia de San Francisco, concretament a la ciutat californiana de Fremont. Entre els diversos temes sobre els quals tracta la novel·la trobem les tensions ètniques entre els hazares i els paixtus de l'Afganistan o l'experiència de l'Amir i el seu pare com a immigrants als EUA. El caçador d'estels va ser el tercer llibre més venut als EUA el 2005,[7] segons dades de l'empresa Nielsen Bookscan, encarregada del seguiment de les vendes de llibres. L'obra també es va vendre com a audiollibre, amb la veu del mateix autor, i el 2007 se'n va estrenar la pel·lícula. Hosseini va fer un cameo com a transeünt a la part final del film, quan l'Amir compra un estel i el fa volar amb el Sohrab. La versió en català de la novel·la no es va publicar fins a l'any 2008.[8]

- Mil sols esplèndids, la segona novel·la, també se situa a l'Afganistan i tracta molts dels mateixos temes de l'obra anterior, però des d'un punt de vista més femení. La història ocorre durant els trenta anys de la tumultuosa transició de l'ocupació soviètica al control talibà i la posterior reconstrucció del país, i narra les vides entrellaçades de dues dones, la Marian i la Laila. El llibre va ser publicat als EUA el 22 de maig del 2007 per l'editorial Riverhead Books, al mateix temps que Simon & Schuster posava a la venda l'audiollibre. Ara Llibres va publicar la versió en català de la novel·la l'octubre del mateix any.[8] El productor Scott Rudin i Columbia Pictures n'han adquirit els drets cinematogràfics.[9]

- I el ressò de les muntanyes (2013), publicada per Edicions 62/Salamandra.[1]